# Kabatiella nigricans
Kabatiella nigricans är en svampart som först beskrevs av G.F. Atk. & Edgerton, och fick sitt nu gällande namn av Karak. 1923. Kabatiella nigricans ingår i släktet Kabatiella och familjen Dothioraceae.   Inga underarter finns listade i Catalogue of Life.